# Râul Izvorul Olanului
Râul Izvorul Olanului este un afluent al râului Boia Mare. 